# Parafia Matki Boskiej Szkaplerznej w Strzegocinie
Parafia pw. Matki Boskiej Szkaplerznej w Strzegocinie – rzymskokatolicka parafia należąca do dekanatu nasielskiego, diecezji płockiej, metropolii warszawskiej. 